# Howard Davis (atleta)
Howard Davis (27 aprile 1967) è un ex velocista giamaicano.
Ha partecipato ai Giochi di Seul 1988 e di Barcellona 1992, gareggiando nei 400m e nella Staffetta 4x400m.